# Stefan Erkinger
Stefan Erkinger (* 1. September 1981 in Graz) ist ein ehemaliger österreichischer Fußballspieler auf der Position eines Mittelfeldspielers. Seit seinem Karriereende als Aktiver ist er bei Neuroth in Graz als Hörakustiker tätig.

## Karriere
Erkinger begann seine Karriere beim ASV Lienz in Osttirol. Später übersiedelte er zum SV Rapid Lienz, dem größeren Verein in der Osttiroler Hauptstadt. Über FC Nussdorf/Debant ebenfalls im Bezirk Lienz kam er zum Grazer AK. 2004 kam er in den Kader der ersten Mannschaft, konnte sich dort aber nicht durchsetzen und wurde zum Kapfenberger SV verliehen. Im Jahre 2008 schaffte er mit den Falken den Aufstieg in die Bundesliga. Sein Debüt in der höchsten Klasse gab Erkinger am 9. Juli 2008 gegen den LASK Linz. Er wurde in der 54. Minute gegen Herbert Wieger ausgewechselt. Sein erstes Bundesligator gelang ihm am 2. August 2008 gegen den SK Rapid Wien per Kopf.
Nach sieben Jahren bei den Obersteirern wechselte Erkinger im Sommer 2012 zum SK Austria Klagenfurt und absolvierte bis zur Winterpause 2012/13 zwölf Meisterschaftsspiele in der drittklassigen Regionalliga Mitte. Die Saison 2013/14 absolvierte er in weiterer Folge beim FC Stattegg in der sechstklassigen Unterliga Mitte in der Steiermark. Danach beendete der damals bereits zweifache Vater seine aktive Karriere als Fußballspieler und begann, parallel zu seiner Zeit in Stattegg, auf dem zweiten Bildungsweg beim Hörakustikunternehmen Neuroth in Graz eine Lehre als Hörakustiker und ist seit seinem Lehrende als solcher im Unternehmen in Graz tätig.

## Erfolge
- 1× Österreichischer Drittligameister: 1997/98 (Regionalliga West)
- 1× Österreichischer Zweitligameister: 2007/08 (Erste Liga)